# Governo Bonomi I
Il governo Bonomi I è stato il cinquantaseiesimo esecutivo del Regno d'Italia, il primo guidato da Ivanoe Bonomi.  
Esso, nato in seguito alle dimissioni del governo precedente, è stato in carica dal 4 luglio 1921 al 26 febbraio 1922 (sebbene già dimissionario dal precedente 16 febbraio), per un totale di 238 giorni, ovvero 7 mesi e 23 giorni. 
Questo esecutivo è stato altresì il primo ad essere stato guidato da un membro del Partito Socialista Riformista Italiano (PSRI).

## Compagine di governo

### Affiliazione politica
| Partito | Partito                                | Presidente | Ministri | Sottosegretari | Totale |
| ------- | -------------------------------------- | ---------- | -------- | -------------- | ------ |
|         | Partito Socialista Riformista Italiano | 1          | 3        | 2              | 6      |
|         | Unione Liberale (Italia)               | -          | 6        | 6              | 12     |
|         | Partito Popolare Italiano (1919)       | -          | 3        | 7              | 10     |
|         | Democrazia Sociale                     | -          | 3        | 2              | 5      |
|         | Indipendente (politica)                | -          | 1        | 2              | 3      |

Con l’appoggio esterno di Blocchi nazionali, Partito Liberale Democratico Italiano e Partito Economico-Partito Agrario Siciliano.

### Situazione parlamentare
NOTA: Nonostante ormai le dinamiche parlamentari sulla fiducia (che venivano spesso attuate indirettamente e tramite vari ordini del giorno), avevano ormai portato ad una prassi di forte rilevanza stratificata e abbastanza consolidata dell’organo legislativo e della Monarchia parlamentare, con un’evidente evoluzione in senso democratico della responsabilità politica, essa fu ciononostante solo una convenzione costituzionale. Ufficialmente infatti, ai tempi del Regno d'Italia, poiché secondo lo Statuto Albertino il governo rispondeva concretamente al solo Re (il quale, dando egli stesso una prima fiducia al governo, aveva il potere di far resistere l’esecutivo ad un voto della Camera dei deputati, come alcune volte fece), il rapporto con il Parlamento in senso moderno non era pienamente obbligatorio, pur diventato oramai fondamentale. Per questo motivo, il grafico sottostante espone, secondo ricostruzioni e dichiarazioni, nonché secondo la composizione del governo ed anche secondo il voto effettivamente subìto, il supporto che questo ha ottenuto a fini puramente enciclopedici e storici, tenendo conto della facile mutevolezza delle forze politiche e del contesto storico-politico.
Al momento della sua formazione, il 4 luglio 1921:
| Camera              | Collocazione     | Partiti                                                             | Seggi     |
| ------------------- | ---------------- | ------------------------------------------------------------------- | --------- |
| Camera dei deputati | Governo          | PPI (108), DS (29), UL (43), PDR (11)                               | 191 / 535 |
| Camera dei deputati | Appoggio esterno | BN (68), PLDI (68), PE-PAS (5)                                      | 141 / 535 |
| Camera dei deputati | Opposizione      | PSI (123), FIC (37), PCd'I (15), PDC (10), LST (9), PRI (6), SI (1) | 203 / 535 |

Al momento della sua caduta, il 16 febbraio 1922:
| Camera              | Collocazione | Partiti                                                                                 | Seggi     |
| ------------------- | ------------ | --------------------------------------------------------------------------------------- | --------- |
| Camera dei deputati | Governo      | PPI (73), UL (43), PDR (11)                                                             | 127 / 535 |
| Camera dei deputati | Astensione   | PLDI-D. (1)                                                                             | 1 / 535   |
| Camera dei deputati | Opposizione  | PSI (123), PLDI (65), PNF (37), DS (29), PCd'I (15), PDC (10), LST (9), PRI (6), SI (1) | 295 / 535 |
| Camera dei deputati | Non votanti  | BN (70), PPI-D. (35), PE-PAS (5), PLDI (2)                                              | 112 / 535 |

## Composizione
| Carica                                        | Titolare                                                | Titolare                                                        | Titolare                                                | Sottosegretari                                         |
| Presidenza del Consiglio dei ministri         | Presidenza del Consiglio dei ministri                   | Presidenza del Consiglio dei ministri                           | Presidenza del Consiglio dei ministri                   | Sottosegretario di Stato alla Presidenza del Consiglio |
| --------------------------------------------- | ------------------------------------------------------- | --------------------------------------------------------------- | ------------------------------------------------------- | ------------------------------------------------------ |
| Presidente del Consiglio dei ministri         |                                                         |                                                                 | Ivanoe Bonomi (PSRI)                                    | Giuseppe Bevione                                       |
| Ministero                                     | Ministri                                                | Ministri                                                        | Ministri                                                | Sottosegretario                                        |
| Affari Esteri                                 | Ivanoe Bonomi (PSRI) Ad interim (fino al 7 luglio 1921) | Ivanoe Bonomi (PSRI) Ad interim (fino al 7 luglio 1921)         | Ivanoe Bonomi (PSRI) Ad interim (fino al 7 luglio 1921) | Angelo Valvassori Peroni (dal 27 agosto 1921)          |
| Affari Esteri                                 |                                                         | Pietro Tomasi della Torretta (Indipendente) (dal 7 luglio 1921) |                                                         | Angelo Valvassori Peroni (dal 27 agosto 1921)          |
| Interno                                       |                                                         |                                                                 | Ivanoe Bonomi (PSRI)                                    | Antonio Teso                                           |
| Agricoltura                                   |                                                         |                                                                 | Angelo Mauri (PPI)                                      | Domenico Andrea Spada                                  |
| Colonie                                       |                                                         |                                                                 | Giuseppe Girardini (DS)                                 | Pier Gaetano Venino                                    |
| Finanze                                       |                                                         |                                                                 | Marcello Soleri (UL)                                    | Giuseppe Albanese                                      |
| Tesoro                                        |                                                         |                                                                 | Giuseppe de Nava (UL)                                   | - Aldo Rossini - Vincenzo Tangorra                     |
| Giustizia e Affari di Culto                   |                                                         |                                                                 | Giulio Rodinò (PPI)                                     | Giuseppe Sanna Randaccio                               |
| Guerra                                        |                                                         |                                                                 | Luigi Gasparotto (DS)                                   | Luigi Macchi                                           |
| Industria e Commercio                         |                                                         |                                                                 | Bortolo Belotti (UL)                                    | - Enrico Carboni Boj - Calogero Cascino                |
| Lavori Pubblici                               |                                                         |                                                                 | Giuseppe Micheli (PPI)                                  | Nicola Lombardi                                        |
| Lavoro e Previdenza Sociale                   |                                                         |                                                                 | Alberto Beneduce (PSRI)                                 | Giovanni Maria Longinotti                              |
| Marina                                        |                                                         |                                                                 | Eugenio Bergamasco (UL)                                 | Erminio Sipari                                         |
| Poste e Telegrafi                             |                                                         |                                                                 | Vincenzo Giuffrida (DS)                                 | Domenico Brezzi                                        |
| Pubblica Istruzione                           |                                                         |                                                                 | Orso Mario Corbino (UL)                                 | - Giovanni Rosadi - Antonino Anile                     |
| Ricostruzione delle Terre liberate dal nemico |                                                         |                                                                 | Giovanni Raineri (UL)                                   | Umberto Merlin                                         |

## Cronologia

### 1921
- 4 luglio - Il governo giura dinnanzi al Re.

### 1922
- 2 febbraio - Il governo annuncia alla Camera dei Deputati che, constatata la mutata situazione parlamentare causata dall’uscita dalla coalizione governativa della Democrazia Sociale (DS), esso rassegnava le dimissioni.
- 16 febbraio - Avendo il Re respinto tali dimissioni, il governo si presenta nuovamente alla Camera per comunicare il fatto, ed il dibattito scaturito porta quindi alla pianificazione, su proposta dell’on. Angelo Celli, di un voto su un ordine del giorno concernente l’indirizzo politico complessiva del governo (ma senza menzione di sfiducia). Essendo, tuttavia, presto approvata poco dopo l’aggiunta di un emendamento implicante sfiducia nel governo, questo chiese la votazione per divisione. Tenutasi dunque la votazione, la prima parte fu approvata con 368 favorevoli (11 contrari, 3 astenuti, 153 non votanti), mentre la seconda fu approvata con 295 favorevoli (127 contrari, 1 astenuto, 112 non votanti). Conseguentemente a tale esito, il governo rassegna nuovamente le dimissioni dinnanzi al Re che, accettatele, conferisce l’incarico a Luigi Facta.
- 26 febbraio - Con la formazione del nuovo esecutivo termina ufficialmente l’esperienza di governo.